# Kościół św. Kazimierza w Chełmie
Kościół Świętego Kazimierza w Chełmie – rzymskokatolicki kościół parafialny i garnizonowy mieszczący się w Chełmie, przy ulicy Koszarowej.
Jest to dawna cerkiew garnizonowa Świętej Trójcy wybudowana w 1856. W dwudziestoleciu międzywojennym przez pewien czas pełniła funkcję rzymskokatolickiego kościoła garnizonowego oraz mieściło się w niej kino „Strzelec” należące do 7 Pułku Piechoty Legionów. Potem w budowli mieścił się magazyn. W 1982 roku została przekazana katolikom i 22 sierpnia 1982 poświęcona przez biskupa Bolesława Pylaka.
Kościół to budowla murowana z cegły.